# 남편은 바람둥이
"남편은 바람둥이"는 한국에서 제작된 박성호 감독의 1963년 영화이다. 구봉서 등이 주연으로 출연하였고 정병준 등이 제작에 참여하였다.

## 출연

### 주연
- 구봉서
- 곽규석
- 양훈

## 기타
- 조명: 박창호
- 미술: 이수진